# Ant-Man in Osa: Kvantomanija
Ant-Man in Osa: Kvantomanija je ameriški superjunaški film iz leta 2023, ki temelji na istoimenskem liku iz Marvelovih stripov. Produciral ga je Marvel Studios. Je nadaljevanje filmov Ant-Man (2015) in Ant-Man in Osa (2018) ter 31. film v Marvelovem filmskem vesolju (MCU). Režiral ga je Peyton Reed, scenarij je napisal Jeff Loveness. V filmu igrata Paul Rudd kot Scott Lang in Evangeline Lilly kot Hope van Dyne, poleg nju dveh pa še Jonathan Majors, Kathryn Newton, David Dastmalchian, Katy O'Brian, William Jackson Harper, Bill Murray, Michelle Pfeiffer, Corey Stoll in Michael Douglas. V filmu se Scott, Hope in njuna družina po nesreči znajdejo v Kvantni sferi in se soočijo s Kangom Osvajalcem (Majors).
Načrti za tretji film Ant-Man so bili potrjeni novembra 2019, ko sta se vrnila Reed in Rudd. Loveness je bil najet aprila 2020, razvoj pa se je začel med pandemijo COVID-19. Naslov in nova igralska zasedba, vključno z Majorsom in Newtonom, so bili objavljeni decembra 2020. Snemanje v Turčiji se je začelo v začetku februarja 2021, dodatno snemanje pa je potekalo sredi junija v San Franciscu. Glavno snemanje se je začelo konec julija v Pinewood Studios v Buckinghamshireu in končalo novembra. Z neto produkcijskim proračunom 330,1 milijona dolarjev je eden najdražjih filmov, kar jih je bilo kdaj posnetih.
Ant-Man in Osa: Kvantomanija je bil premierno predvajan v Westwoodu v Los Angelesu 6. februarja 2023, v Združenih državah Amerike pa je izšel 17. februarja. Je prvi film in začetek pete faze MCU. Film je prejel mešane ocene kritikov. Po vsem svetu je zaslužil 476,1 milijona dolarjev in postal eden redkih filmov MCU, ki v kinodvoranah ni dosegel točke preloma.